# تیسا
برای دیگر کاربردها تیسا (ابهام‌زدایی) را ببینید.
تیسا (به چکی: Tisá) یک منطقهٔ مسکونی در جمهوری چک است که در منطقه اوستی ناد لابم واقع شده‌است. تیسا ۱۱٫۸۵ کیلومتر مربع مساحت و ۹۱۸ نفر جمعیت دارد و ۵۴۸ متر بالاتر از سطح دریا واقع شده‌است.